# Осмотрофія
Осмотро́фія, осмотичний тип живлення (англ. osmotrophy) — «рослинний» спосіб живлення, при якому організм поглинає розчинні поживні речовини; поглинання поживних речовин безпосередньо через плазматичну мембрану (за осмотичним градієнтом) описане переважно у паразитичних протистів.
Цей тип живлення характерний для рослин, грибів та більшості мікроорганізмів (виняток становлять найпростіші). Використання мікроорганізмами нерозчинних високомолекулярних сполук (білки, целюлоза та ін.) пов'язане з процесом виділення в середовище специфічних ферментів, що руйнують субстрат до низькомолекулярних розчинних сполук (амінокислоти, цукор та ін.).